# 斯大林的美国佬
斯大林的美国佬（英語：Yanks for Stalin）是1999年由历史频道制作的60分钟的系列特别纪录片，在历史频道播出。它记载了美国白领和蓝领工人在大萧条期间离开美国前往苏联工作以支持约瑟夫·斯大林的第一个五年计划的故事。
尽管美国白领工人在那里受到特殊待遇，但蓝领工人常常不得不遭受与苏联工人相同的悲惨条件。正如一位证人所言：“人们饥寒交迫，但建筑工作仍随着对个人对无视和历史上少有的英雄主义继续进行。
这部纪录片讲述了苏联人如何制造事实，以及美国工业如何掩盖其提供给苏联的帮助的历史。